# 石重乂
石 重乂（せき じゅうがい、919年 - 937年）は、後晋の高祖石敬瑭の三男。字は弘理。

## 生涯
儒学を好み、兵法に通じていた。
天福2年（937年）6月、洛陽の留守に就いていたとき、范延光の叛乱に同調した張従賓に攻められ殺された。死後、太傅を贈られ、天福7年（942年）には太尉と寿王に封ぜられ、天福8年（943年）にはさらに太師を贈られた。